# تعزيز (موسيقى)

تعزيز موسيقي قصير يتكون من هيكل أغنيتي "الهي الحبيب" لجورج هاريسون وأغنية "انه بخير جدا"

تعزيز (بالإنجليزية: Motif (music))‏ هي عبارة موسيقية قصيرة، أو شخصية متكررة بارزة، أو مقطع موسيقي، أو سلسلة من النوتات التي لها بعض الأهمية الخاصة في مقطوعة موسيقية أو تتميز بها: «التعزيز هو أصغر وحدة هيكلية تمتلك هوية موضوعية». تعتبر موسوعة الثرايا أن «التعزيز» خلية لحنية أو إيقاعية أو متناسقة، في حين تؤكد موسوعة فاسكويل لعام 1958 أنها قد تحتوي على خلية واحدة أو أكثر، على الرغم من أنها تظل أصغر عنصر أو عبارة قابلة للتحليل داخل الموضوع. يُنظر إليه عمومًا على أنه أقصر تقسيم فرعي لموضوع أو عبارة لا تزال تحافظ على هويتها كفكرة موسيقية. «أصغر وحدة هيكلية تمتلك هوية موضوعية».
يتفق قاموس الموسيقى للسير/ جورج جروف أيضًا على أن التصميم قد يكون له جوانب توافقية و / أو لحنية و / أو إيقاعية، مضيفًا جروف أنه "غالبًا ما يُفكر فيه بمصطلحات لحنية، وهذا الجانب من التعزيز هو الذي يشير إليه المصطلح "الشكل".
التعزيز التوافقي هو سلسلة من الأوتار المحددة في التجريد، أي بدون الإشارة إلى اللحن أو الإيقاع.
التعزيز اللحني هو صيغة لحنية، تم إنشاؤها دون الرجوع إلى فترات.
التعزيز الإيقاعي هو المصطلح الذي يعين صيغة إيقاعية مميزة، وهو تجريد مستمد من القيم الإيقاعية للحن.
يُطلق على التعزيز المرتبط موضوعيًا بشخص أو مكان أو فكرة مهيمنة (في بعض الأحيان، يكون هذا الشكل عبارة عن تشفير موسيقي للاسم المعني) تعزيز البداية، وهي فكرة موسيقية عند افتتاح مجموعة من الحركات التي تعمل على توحيد تلك الحركات.

## التعزيز والشكل
يقترح الفيلسوف سكراتون (الفيلسوف والكاتب الإنجليزي المتخصص في الجماليات والفلسفة السياسية، ولا سيما في تعزيز التقليديين) أنه يتم تمييز التعزيز عن الشكل في أن التعزيز يكون في المقدمة بينما الشكل هو الخلفية:
«الشكل يشبه القالب في الهندسة المعمارية: إنه» مفتوح من كلا الطرفين "، بحيث يمكن تكراره إلى ما لا نهاية. عند سماع العبارة كشخصية، وليس كتعزيز، فإننا في نفس الوقت نضعها في الخلفية، حتى لو كانت... قوية وشغوفة".
يمكن استخدام أي تعزيز لإنشاء ألحان وموضوعات وقطع كاملة. يستخدم التطور الموسيقي شكلًا موسيقيًا مميزًا يتم تغييره أو تكراره أو تسلسله لاحقًا عبر قطعة أو قسم من قطعة موسيقية، مما يضمن وحدتها. تعود جذور هذا التطور الحركي إلى سوناتات لوحة المفاتيح لدومينيكو سكارلاتي وشكل السوناتا في عصر هايدن وموزارت. يمكن القول إن بيتهوفن حقق أعلى صياغة لهذه التقنية؛ يعد «تعزيز القدر» الشهير - نمط من ثلاث نغمات قصيرة متبوعة بأخرى طويلة - الذي يفتح السيمفونية الخامسة ويظهر مرة أخرى في جميع أنحاء العمل في التباديل المفاجئ والمنعش مثالًا كلاسيكيً.
التشبع التعزيزي هو «غمر تعزيز موسيقي في مقطوعة موسيقية»، أي الاحتفاظ بالزخارف والموضوعات تحت السطح أو اللعب بهويتها، وقد استخدمه الملحنون بما في ذلك ميريام جدعون، كما في فيلم «الليل هو شقيقتي» عام 1952، وفيلم «خيال على شكل جاوي» عام 1958، ودونالد إرب (ملحنًا أمريكيًا اشتهر بأعمال الأوركسترا الكبيرة مثل كونشرتو للنحاس والأوركسترا والطقوس الدينية). تمت مناقشة استخدام الدوافع في «صالة حفلات شونبيرج» لأدولف فايس.
يعرّف هوغو ريمان (مؤلف وصاحب نظريات موسيقية ألماني) التعزيز بأنه «المحتوى الملموس لوحدة زمنية أساسية إيقاعية».
يُعرِّف أنطون ويبرن (ملحن وقائد اوركسترا نمساوي) التعزيز بأنه «أصغر جسيم مستقل في فكرة موسيقية، والتي يمكن التعرف عليها من خلال تكرارها».
يُعرِّف أرنولد شوينبيرج (ملحن نمساوي، ومنظر موسيقى، ومعلم، وكاتب، ورسام) التعزيز بأنه «وحدة تحتوي على واحد أو أكثر من سمات الفاصل والإيقاع التي يتم الحفاظ على وجودها في الاستخدام المستمر في جميع أنحاء القطعة الموسيقية».

## تعزيز البداية
يشير تعزيز البداية إلى فكرة موسيقية افتتاحية لمجموعة من الحركات التي تعمل على توحيد تلك الحركات. يمكن أن يطلق عليه أيضًا شعار ()، وهو جهاز متكرر في الكتل الدورية.

## وصلات خارجية
https://dbpedia.org/page/Motif_(music) تعزيز (موسيقى)
https://hellomusictheory.com/learn/motifs/ تعزيز (موسيقى)
https://www.aboutmusictheory.com/motifs-themes.html تعزيز (موسيقى)
https://academickids.com/encyclopedia/index.php/Motif_%28music%29 تعزيز (موسيقى)
https://www.mymusictheory.com/for-students/grade-6/178-b2-composition-motifs-a-sequences تعزيز (موسيقى)
https://thatsmaths.com/2018/05/31/motifs-the-molecules-of-music/ تعزيز (موسيقى)
http://themusicsalon.blogspot.com/2013/01/phrase-motif-and-theme.html تعزيز (موسيقى)
https://science.jrank.org/pages/10319/Motif-in-Music-Structural-Uses-Motif.html تعزيز (موسيقى) 